# Wayne Robson
Wayne Robson (Vancouver, 29 aprile 1946 – Toronto, 4 aprile 2011) è stato un attore canadese.

## Biografia
Attore attivo continuativamente dagli anni ottanta, è più che altro conosciuto per la sua interpretazione di Mike Hamar, nella commedia per la televisione canadese The Red Green Show e per il personaggio di Beano Callahan nella commedia romantica Ladri per amore con Sandra Bullock e Denis Leary.
È anche apparso in Heritage Minutes (1998), spot per commemorare la storia del Canada.
È morto d'infarto il 4 aprile 2011, all'età di 64 anni.

## Filmografia

### Cinema
- Vecchia volpe (1982)
- Boys and Girls - cortometraggio (1983)
- Un magico Natale (One Magic Christmas) (1985)
- Ai confini della realtà (The Twilight Zone) – serie TV, episodio 3x29 (1989)
- Bianca e Bernie nella terra dei canguri (The Rescuers Down Under) (1990) - voce
- Ladri per amore (Two if by sea) (1996)
- Cube - Il cubo (Cube) (1997)
- Interstate 60 (Interstate 60: Episodes of The Road) (2002)
- Wrong Turn  (2003)
- Oscure presenze a Cold Creek (2003)
- Due candidati per una poltrona (Welcome to Mooseport) (2004)
- Wrong Turn 2 - Senza via di uscita (Wrong Turn 2: Dead End) (2007)

### Televisione
- Una gatta, un cane e un caso da risolvere (Murder She Purred, A Mrs. Murphy Mystery) - film TV (1998)
- Rocky Marciano, regia di Charles Winkler – film TV (1999)
- Relic Hunter – serie TV, episodio 2x02 (2000)
- Fairfield Road, regia di David Weaver - film TV (2010)

## Doppiatori italiani
Nelle versioni in italiano delle opere in cui ha recitato, Wayne Robson è stato doppiato da:
- Giorgio Lopez in Interstate 60, Due candidati per una poltrona
- Marcello Mandò in Cube - Il cubo
- Gianni Williams in Un magico Natale
- Vittorio Stagni in Ladri per amore
- Antonio Guidi in Piccoli brividi
- Claudio Fattoretto in Alfred Hitchcock Presenta
- Oliviero Dinelli in Due magiche gemelle
- Domenico Crescentini in Fairfield Road